# Bîstrîi, Drohobîci
Bîstrîi (în ucraineană Бистрий) este un sat în comuna Dobrohostiv din raionul Drohobîci, regiunea Liov, Ucraina.

## Demografie
Componența lingvistică a localității Bîstrîi
     Ucraineană (99,67%)
     Alte limbi (0,33%)
Conform recensământului din 2001, majoritatea populației localității Bîstrîi era vorbitoare de ucraineană (99,67%), existând în minoritate și vorbitori de alte limbi.